# Coppa Sabatini 2017
La Coppa Sabatini 2017, sessantacinquesima edizione della corsa e valevole come evento dell'UCI Europe Tour 2017 e della Ciclismo Cup 2017 1.1, si svolse il 28 settembre 2017 su un percorso di 195,9 km, con partenza e arrivo a Peccioli, in Italia. La vittoria fu appannaggio dell'italiano Andrea Pasqualon, il quale completò il percorso in 4h44'04", alla media di 41,378 km/h, precedendo i connazionali Sonny Colbrelli e Francesco Gavazzi.
Sul traguardo di Peccioli 106 ciclisti, su 123 partenti, portarono a termine la competizione.

## Squadre e corridori partecipanti
| N.    | Cod. | Squadra                       |
| ----- | ---- | ----------------------------- |
| 1-9   | TBM  | Bahrain-Merida                |
| 11-18 | SKY  | Team Sky                      |
| 21-30 | DDD  | Team Dimension Data           |
| 31-39 | UAD  | UAE Team Emirates             |
| 41-49 | WIL  | Wilier Triestina-Selle Italia |
| 51-58 | BRD  | Bardiani CSF                  |
| 61-68 | ANS  | Androni-Sidermec-Bottecchia   |
| 71-78 | NIP  | Nippo-Vini Fantini            |

| N.      | Cod. | Squadra                |
| ------- | ---- | ---------------------- |
| 81-88   | WGG  | Wanty-Groupe Gobert    |
| 91-99   | GAZ  | Gazprom-RusVelo        |
| 101-109 | CJR  | Caja Rural-Seguros RGA |
| 111-117 | TFO  | Fortuneo-Oscaro        |
| 121-128 | ICA  | Israel Cycling Academy |
| 131-138 | AZT  | d'Amico Utensilnord    |
| 141-149 | SAN  | Sangemini-MG.K Vis     |
| 151-159 | TIR  | Tirol Cycling Team     |

## Ordine d'arrivo (Top 10)
| Pos. | Corridore         | Squadra      | Tempo    |
| ---- | ----------------- | ------------ | -------- |
| 1    | Andrea Pasqualon  | Wanty        | 4h44'04" |
| 2    | Sonny Colbrelli   | Bahrain-Mer. | s.t.     |
| 3    | Francesco Gavazzi | Androni      | s.t.     |
| 4    | Diego Ulissi      | UAE          | s.t.     |
| 5    | Eduard Prades     | Caja Rural   | s.t.     |
| 6    | Elia Viviani      | Sky          | s.t.     |
| 7    | Guillaume Martin  | Wanty        | s.t.     |
| 8    | Marco Canola      | Nippo        | s.t.     |
| 9    | Nicola Gaffurini  | Sangemini    | s.t.     |
| 10   | Mattia Cattaneo   | Androni      | s.t.     |